# Завада (Прешовский край)
Завада (словац. Závada) — село и одноимённая община в районе Гуменне Прешовского края Словакии. В письменных источниках начинает упоминаться с 1378 года.

## География
Село расположено в восточной части края, при автодороге 3820. Абсолютная высота — 302 метра над уровнем моря. Площадь муниципалитета составляет 9,03 км², из которых 5,82 км² покрыты лесами.

## Население
| Год:                | 1994 | 2004     | 2014    | 2024    |
| ------------------- | ---- | -------- | ------- | ------- |
| Количество человек: | 94   | 77       | 76      | 73      |
| Разница:            |      | −18,08 % | −1,29 % | −3,94 % |

По данным последней официальной переписи 2011 года, численность населения Завады составляла 76 человек. В национальном составе преобладают русины.

## Достопримечательности
- Грекокатолический храм Св. Архангела Михаила, 1927 г.[4]